# Julien Amadori
Pour les articles homonymes, voir Amadori.
Julien Amadori (né le 20 février 1993 à Nice) est un coureur cycliste français.

## Biographie
Julien Amadori naît à Nice mais réside au village de L'Escarène, dans les Alpes-Maritimes. À dix ans, il fait ses débuts en VTT dans un club cycliste à Peille. Il commence ensuite le cyclisme sur route à dix-sept ans au SC Nice Jollywear, dans des courses régionales. 
En 2013, il s'impose en solitaire sur la première étape du Tour de Corse. Il rejoint ensuite le Vélo Sport Hyérois en 2014, club de division nationale 2, avec lequel il remporte le Grand Prix de Châteaudouble. L'année suivante, il redescend en DN3 au SC Nice Jollywear et remporte deux étapes du Tour du Togo. En 2016, il termine sixième du Tour de Szeklerland, une course par étapes inscrite au calendrier de l'UCI Europe Tour. 
Il fait ses débuts au niveau continental en 2017 au sein de la nouvelle équipe Interpro Academy. Son début de saison lui permet de découvrir les courses asiatiques, notamment le Tour de Lombok, où il se classe 21e. De retour en Afrique, il se classe cinquième d'une étape au Tour de Tunisie, qu'il dispute avec une délégation régionale. Toujours au printemps, il participe aux Boucles de la Mayenne, à la Ronde de l'Oise ainsi qu'au championnat de France, où il est à chaque reprise contraint à l'abandon. En été, il remporte une étape du Tour Cycliste Antenne Réunion, qu'il termine à la troisième place. 

## Palmarès et résultats

### Par année
- 2013
  - 1re étape du Tour de Corse
- 2014
  - Grand Prix de Châteaudouble (contre-la-montre)
- 2015
  - 2e et 6e étapes du Tour du Togo
- 2017
  - 5e étape du Tour Cycliste Antenne Réunion
  - 3e du Tour Cycliste Antenne Réunion
- 2019
  -  Champion de France militaires sur route
- 2023
  - 3e du Tour de Malte
- 2025
  - 4e étape du Tour du Togo

### Classements mondiaux
| Année           | 2016   | 2017 | 2018   |
| --------------- | ------ | ---- | ------ |
| UCI Europe Tour | 1 323e |      | 1 130e |